# Surf Coast Classic féminine
Cet article traite uniquement de la compétition féminine. Pour la compétition masculine, voir Surf Coast Classic.
La Surf Coast Classic féminine est une course cycliste sur route féminine australienne, créée en 2020. La course se déroule à Torquay (Victoria). En 2020, sa première édition a lieu sous le nom de Race Torquay Women et fait partie de la catégorie 1.1. La course fait son retour en 2025 sous le nom de Surf Coast Classic.

## Palmarès
| Année | Vainqueur      | Deuxième      | Troisième     |
| ----- | -------------- | ------------- | ------------- |
| 2020  | Brodie Chapman | Emily Herfoss | Tayler Wiles  |
| 2025  | Ally Wollaston | Chloé Dygert  | Georgia Baker |